# 里耶秦简博物馆
里耶秦简博物馆 (英語：Liye Qin Slips Museum)是一座位于湖南湘西土家族苗族自治州龙山县的简牍博物馆。

## 历史
2010年10月28日建成开馆，占地面积3.6万平方米，建筑面积7200平方米。主要收藏来自里耶镇考古发掘出来的里耶秦简。在这批文物发现之前，仅有2000片秦简和不到1000个文字。此外博物馆还设有青铜和陶器展览。
2018年9月18日被选为第三批国家二级博物馆。

## 营业时间

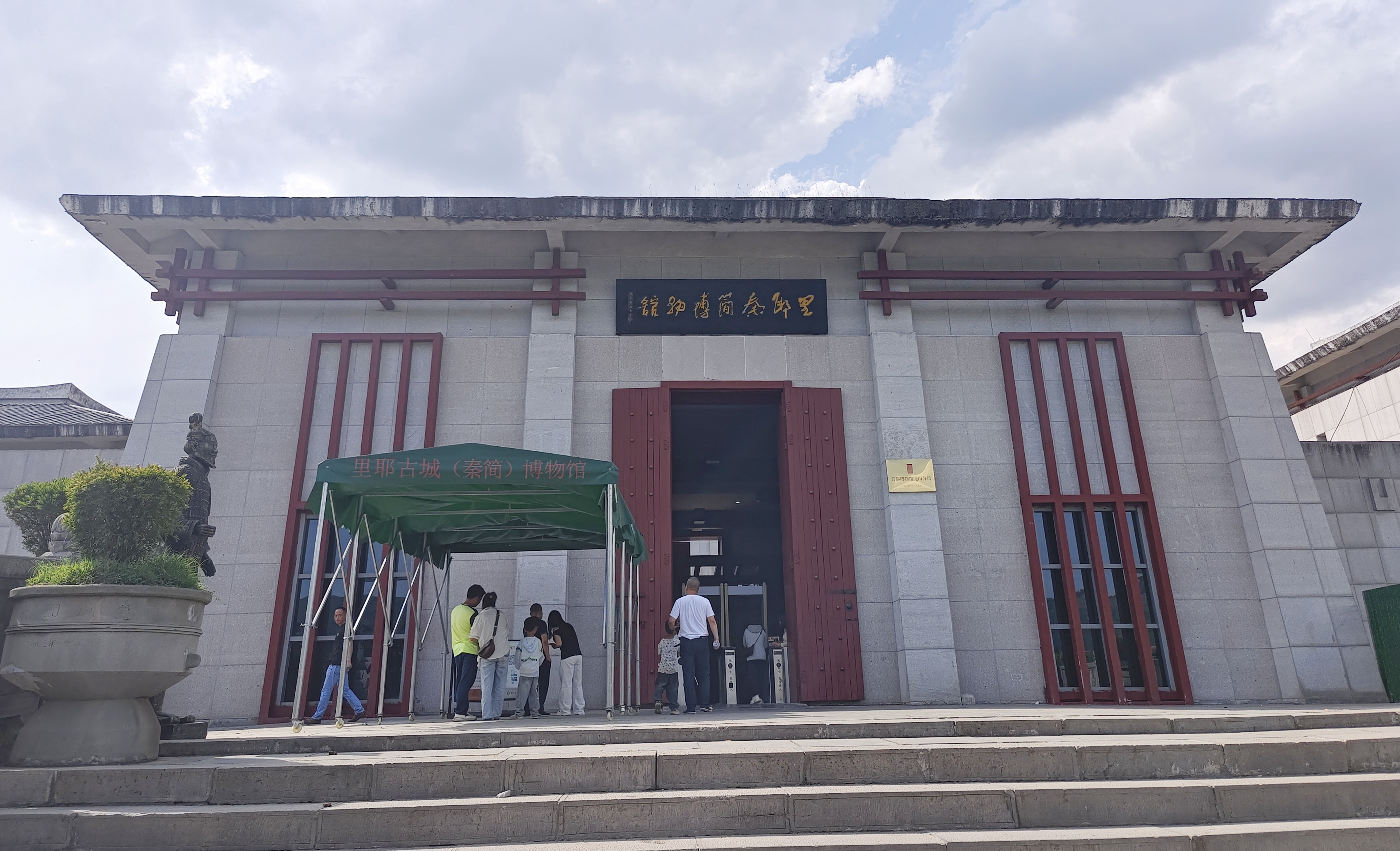
里耶秦简博物馆大门

- 周二至周日：上午九点至下午四点半
- 周一闭馆